# Кид Локо
Жан-Ив Приер (фр. Jean-Yves Prieur), известный под псевдонимом Kid Loco (фр. Kid Loco; род. 19 июня 1964, Антони) — французский музыкант, диджей и продюсер. Его искусство часто ассоциируют с «Air» и «Stereolab». Наиболее известный альбом — «A Grand Love Story» (с англ. — «Великая история любви»), выпущенный в 1997 году.

## Биография
Жан-Ив Приер научился играть на гитаре в 13 лет и выступал в составе нескольких французских панк-групп в начале 80-х. В конце десятилетия его интересы сместились в область звукорежиссирования, и он занялся регги и хип-хопом, начав работать в команде «Mega Reefer Scratch». В 1996 Приер создал собственную студию, взял псевдоним Кид Локо и выпустил свой первый сольный альбом «Blues Project» под лейблом «Yellow Productions». Годом позже появился «A Grand Love Story», получивший многочисленные хвалебные отзывы. Ремикс-версия альбома появилась в 1998.
В 1999 «Prelude To A Grand Love Story» (с англ. — «Предыстория великой истории любви») стал его дебютом в США, а годом позже появилась ремикс-версия, «Jesus Life for a Children Under 12 Inches» (англ. Жизнеописание Иисуса для детей ниже 12 дюймов). Со своим вторым полноценным альбомом, «Kill Your Darlings» (с англ. — «Убей своих родных»), он поднялся на вершину популярности.

## Дискография
- Blues Project (1996)
- A Grand Love Story (1997)
- Prelude To A Grand Love Story (1999)
- Jesus Life for Children Under 12 Inches (альбом ремиксов, 2000)
- DJ-Kicks: Kid Loco (1999)
- Kill Your Darlings (2001)
- Kill Your Darlings — инструментальная версия (2002)
- Kid Loco Vs. Godchild — (2002)
- Another Late Night: Kid Loco (диджейский сет, 2003)
- The Graffiti Artist — саундтрек к одноимённому фильму (2005)
- Monsieur Gainsbourg Revisited (трибьют-альбом, посвящённый Сержу Генсбуру) (2006) (продюсер)
- Party Animals and Disco Biscuits (2008)
- Confessions of a Belladonna Eater (2011)
- The Rare Birds (2019)
- Born in 60's (2022)